# Gare de Marugame
La gare de Marugame (丸亀駅, Marugame-eki) est une gare ferroviaire située à Marugame, dans la préfecture de Kagawa au Japon. Elle est exploitée par la JR Shikoku.

## Situation ferroviaire
La gare de Marugame est située au point kilométrique (PK) 28,5 de la ligne Yosan.

## Histoire
La gare de Marugame a été inaugurée le 23 mai 1889.

## Service des voyageurs

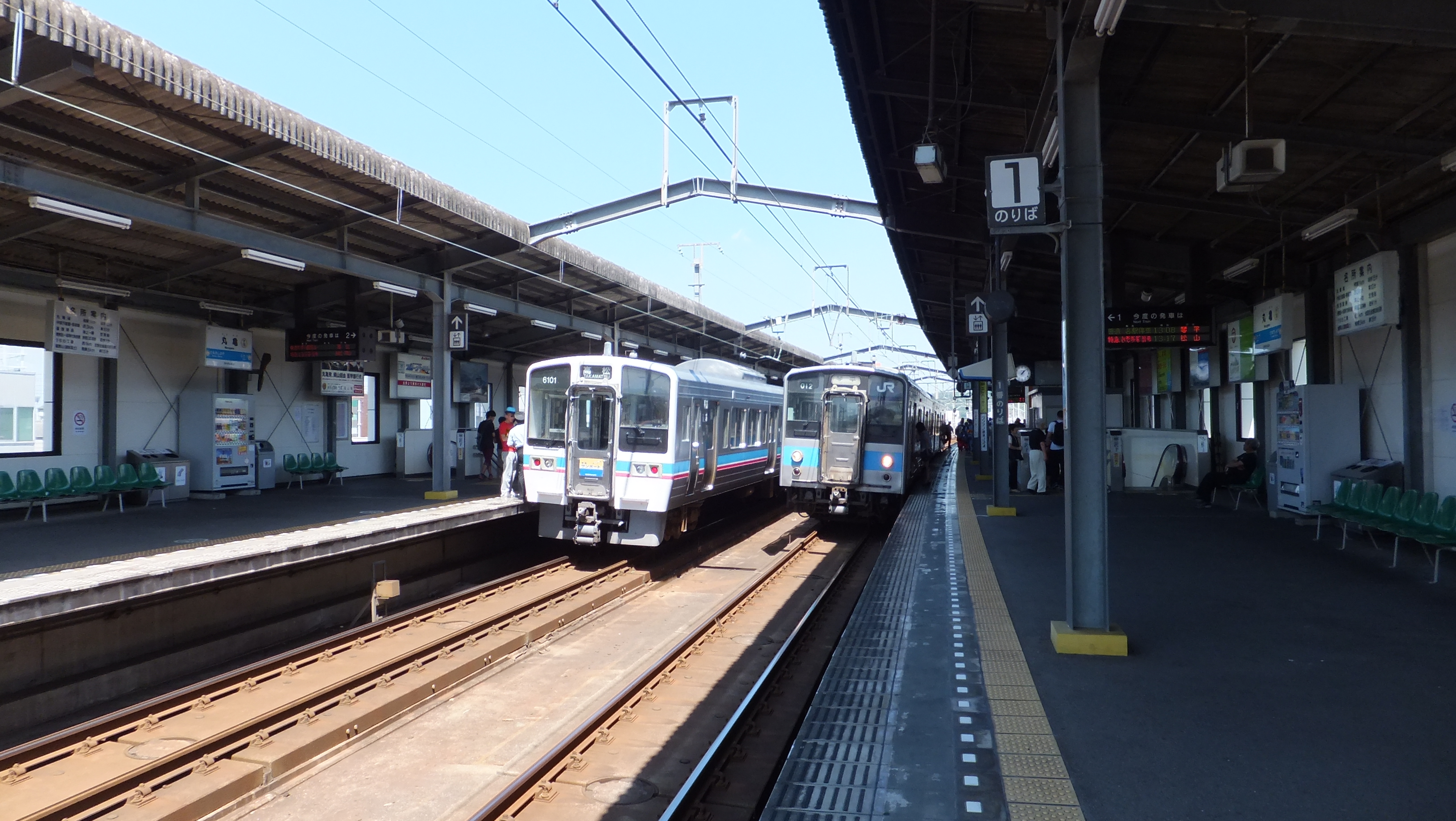
Vue des quais.

### Accueil
La gare dispose d'un bâtiment voyageurs, avec guichets, ouvert tous les jours.

### Desserte
- Ligne Yosan :
  - voie 1 : direction Utazu (interconnexion avec la ligne Honshi-Bisan pour Okayama) et Takamatsu
  - voie 2 : direction Tadotsu (interconnexion avec la ligne Dosan pour Kotohira et Kōchi), Kan'onji et Matsuyama